# Бусерелін
Бусерелін (лат. Buserelinum, англ. Buserelin) — синтетичний лікарський препарат, який за своєю хімічною будовою є поліпептидом та аналогом гонадотропін-рилізинг гормону, та застосовується як перорально, так і внутрішньом'язово, підшкірно та внутрішньовенно, а також інтраназально. Бусерелін синтезований у 1976 році, та застосовується у клінічній практиці з 1984 року.

## Фармакологічні властивості
Механізм дії препарату полягає у блокуванні рецепторів гонадотропіну в передній долі гіпофізу, при цьому спочатку підвищується рівень статевих гормонів унаслідок короткотривалої стимуляції вивільнення лютеїнізуючого гормону та фолікулостимулюючого гормону, що при тривалому прийомі змінюється значним зниженням рівня статевих гормонів у крові до посткастраційних значень у чоловіків та постклімактеричних значень у жінок.
Бусерелін застосовується при гормонозалежному раку простати, а також при раку молочної залози у жінок із збереженим менструальним циклом, при ендометріозі та гіперплазії ендометрію, при міомі матки, використовується також у комлексному лікуванні безпліддя під час екстракорпорального запліднення.

### Фармакокінетика
Бусерелін добре і швидко всмоктується як після ін'єкції, так і після перорального застосування. Біодоступність препарату при підшкірному введенні становить 53 %, при внутрішньом'язовому введенні та пероральному застосуванні близько 100 %, при інтраназальному застосуванні становить 2,5—3,5 %. Максимальна концентрація бусереліну в крові досягається протягом 1 години. Бусерелін погано зв'язується з білками плазми крові. Препарат проникає через плацентарний бар'єр та в грудне молоко. Метаболізується бусерелін тканинними пептидазами. Виводиться препарат із організму як із сечею, так і з жовчю, частково у вигляді метаболітів, частково у незміненому вигляді. Період напіввиведення бусереліну становить 50—80 хвилин, при інтраназальному введенні збільшується до 1—2 годин..

## Покази до застосування
Бусерелін застосовується для лікування гормонозалежного раку простати, раку молочної залози у жінок із збереженим менструальним циклом, при ендометріозі та гіперплазії ендометрію, при міомі матки, використовується також у комлексному лікуванні безпліддя під час екстракорпорального запліднення.

## Побічна дія
При застосуванні бусереліну побічні ефекти спостерігаються нечасто, найчастіше спостерігаються приливи крові, зниження лібідо, еректильна дисфункція та підвищена пітливість. Іншими побічними ефектами препарату є кропив'янка, гіперемія шкіри, часта зміна настрою, депресія, порушення сну, головний біль, зниження мінералізації кісток, гінекомастія в чоловіків та вагінальна сухість у жінок. Украй рідко спостерігаються набряк Квінке, вагінальні кровотечі, біль у кістках у чоловіків, слабкість у м'язах, лімфостаз, затримка сечовипускання, набряки нижніх кінцівок.

## Протипокази
Бусерелін протипоказаний при підвищеній чутливості до препарату, при вагітності та годуванні грудьми.

## Форми випуску
Бусерелін випускається у вигляді ліофілізату для приготування суспензії для ін'єкцій по 3,75 мг; а також у вигляді назального спрею по 150 мкг у 1 дозі у флаконах на 187 доз у 17,5 мл.